# Aplonis
Aplonis là một chi chim trong họ Sturnidae.

## Hình ảnh

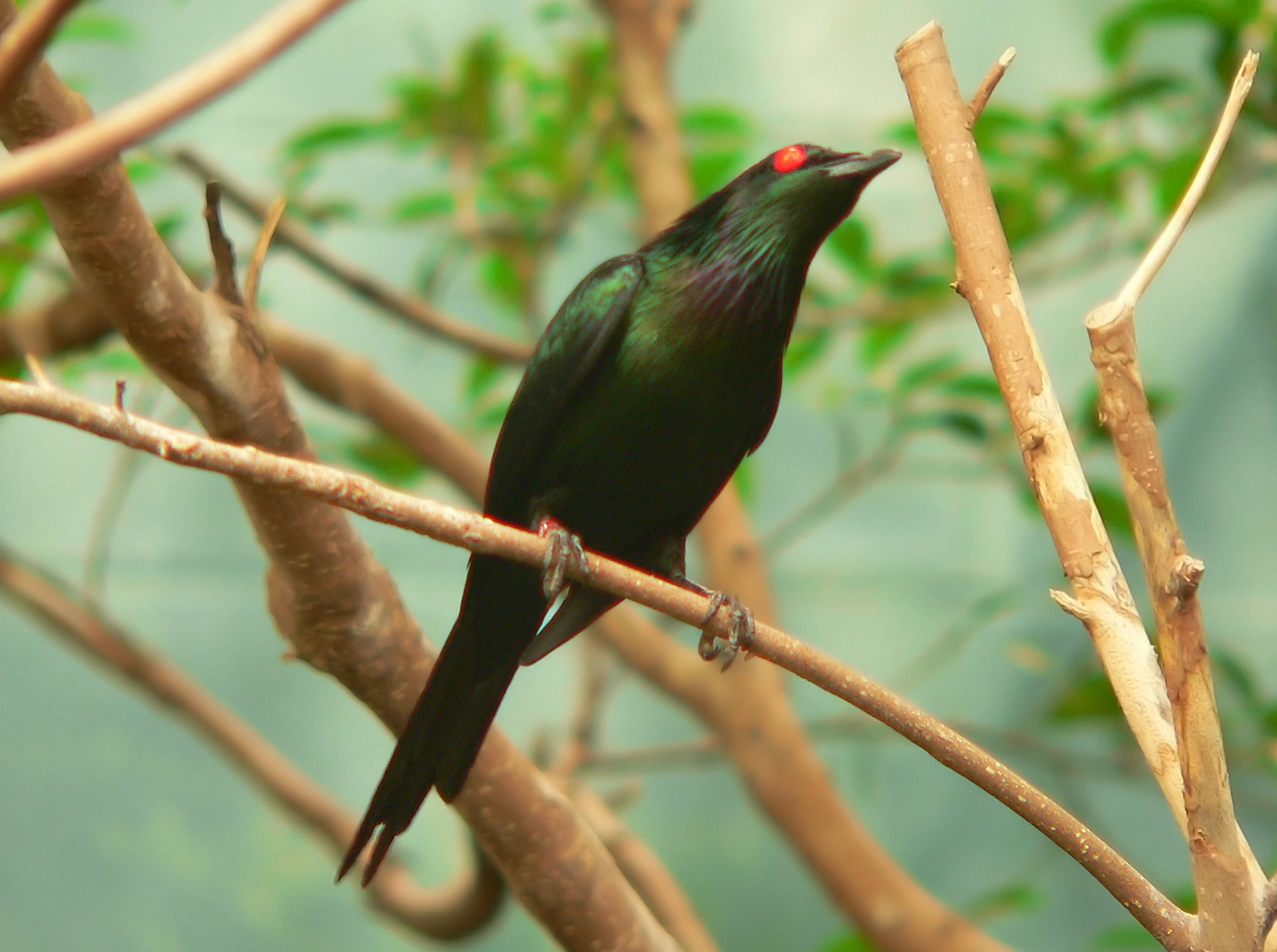
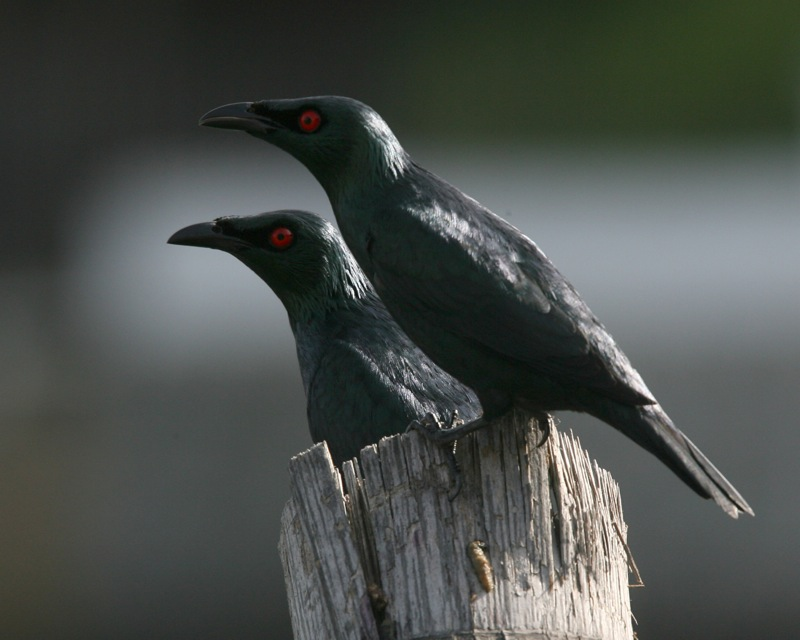
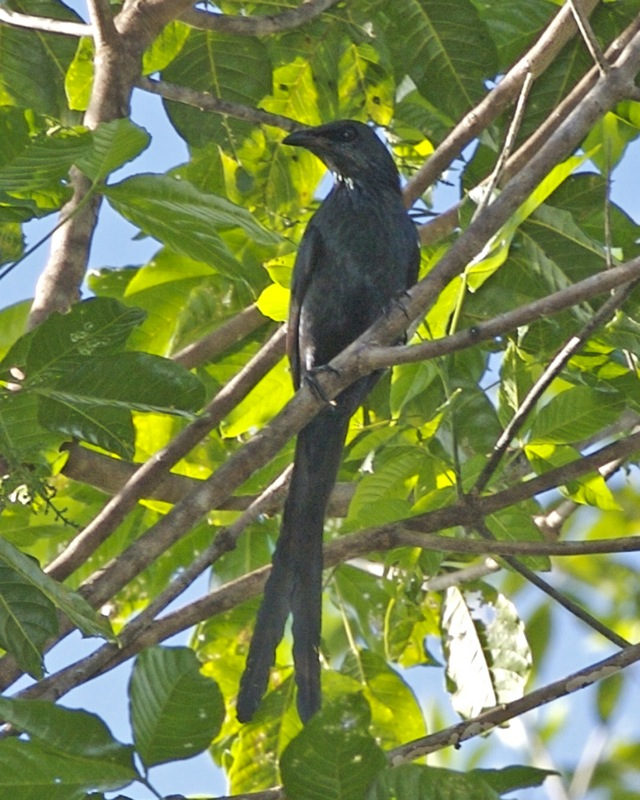
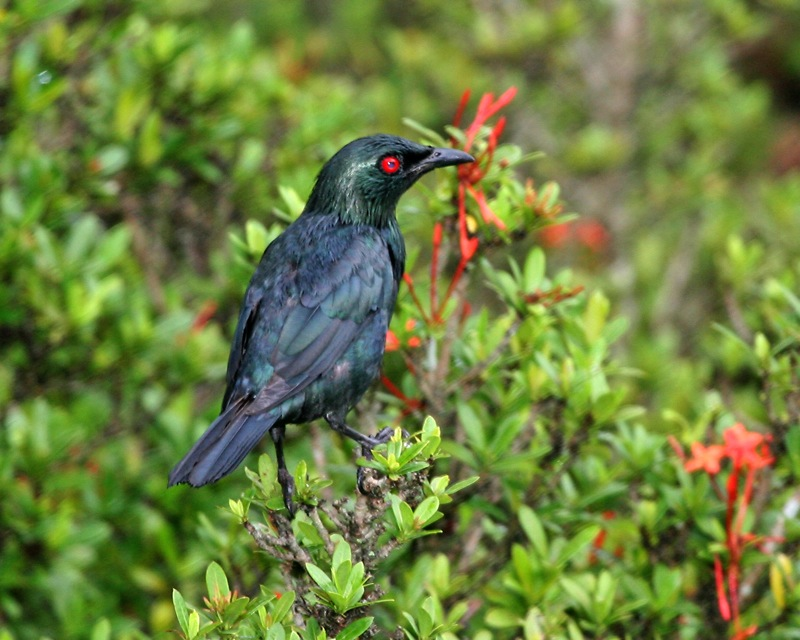